# Los santos inocentes
Los santos inocentes és una pel·lícula espanyola dirigida per Mario Camus, estrenada el 1984, basada en la novel·la homònima de Miguel Delibes i ambientada en un cortijo d'Extremadura en la dècada de 1960. Alfredo Landa i Francisco Rabal van aconseguir ex aequo el Premi d'interpretació masculina en el Festival Internacional de Cinema de Canes.

## Argument
Una família de camperols formada per Paco i Régula i els seus tres fills, Nieves, Quirce i la niña chica viuen en una humil casa al servei dels senyors del cortijo, treballant, obeint i suportant humiliacions sense cap queixa.
La seva única aspiració és que els seus fills estudiïn per abandonar la vida que porten. La seva filla menor, que anomenen la niña chica, és retardada mental i roman sempre en un bressol. A la família aviat s'afegeix Azarías, germà de Régula, en ser acomiadat del seu treball en un altre cortijo proper. Azarías és un innocent amb dificultat d'expressió i retard mental, l'única preocupació del qual és la cria d'una petita gralla (ocell), la seva «milana bonica».
La vida al cortijo segueix la mateixa rutina de sempre, uns manen i d'altres obeeixen; esdeveniments familiars, caceres i festes se succeeixen a la Casa Gran. En una d'aquestes caceres, el senyoret Iván mata amb la seva escopeta a l'ocell d'Azarías, la qual cosa provoca una resposta brutal per part d'aquest.
Temes principals de la història:
- L'opressió per part dels senyors.
- El menyspreu i la falta d'atenció cap als seus criats.
- Les humiliacions contínues a què són sotmesos cada dia els servents.
- La incultura generalitzada en les classes baixes de la societat de l'època.
- La resignació dels membres de les classes baixes en acceptar la seva condició d'inferiors, sent considerats gairebé com a éssers no humans.

## Repartiment
- Alfredo Landa (Paco, el Bajo)
- Terele Pávez (Régula)
- Agustín González (don Pedro)
- Ágata Lys (doña Pura)
- Juan Sachez (Quirce)
- Susana Sánchez (La Niña Chica)
- Francisco Rabal (Azarías)
- Juan Diego (señorito Iván)
- Mary Carrillo (señora Marquesa)
- Maribel Martín (señorita Miriam)
- Belén Ballesteros (Nieves)
- Manuel Zarzo (Doctor)

## Premis i nominacions

### Premis
- Premi a la interpretació masculina (Festival de Cannes) per Alfredo Landa i Francisco Rabal
- Menció Especial del Jurat del Festival de Cannes per Mario Camus
- Fotogramas de Plata Millor actor de cinema per Francisco Rabal

### Nominacions
- Palma d'Or al Festival Internacional de Cinema de Canes
- Fotogramas de Plata Millor actor de cinema per Alfredo Landa i Agustín González
- Fotogramas de Plata Millor actriu de cinema per Terele Pávez